# Plaza del Pan (Talavera de la Reina)
La plaza del Pan es el nombre de la plaza mayor de Talavera de la Reina, ciudad española situada en la provincia de Toledo (Castilla-La Mancha). 

## Origen
Durante la Edad Media tenían lugar justas y torneos en la plaza. Con una superficie aproximada de 4630 m², Su forma es rectangular y en el centro hay un espacio público con fuentes de cerámica de Talavera de la Reina, bancos de esa misma loza y vegetación.

## Conjunto histórico artístico
Constituye un conjunto histórico artístico y tiene los siguientes edificios de interés:
- Colegiata de Santa María la Mayor, edificio gótico iniciado en el siglo XII
- Palacio arzobispal, antiguo Ayuntamiento donde ejerció de Alcalde Fernando de Rojas
- Edificios medievales del CEII
- Ayuntamiento de Talavera de la Reina
- Hospital de la Misericordia, hoy en día Centro Cultural Rafael Morales
- Templos de Júpiter y Vespasiano
- Restos del foro romano (En el Ayuntamiento)